# HD119563
HD119563 — хімічно пекулярна зоря спектрального класу A, що має видиму зоряну величину в смузі V приблизно  8,8.
Вона  розташована на відстані близько 1101,9 світлових років від Сонця.